# ازدواج مدنی

ازدواج مدنی در هر کشور
دولت تنها ازدواج مدنی را به رسمیت می‌شناسد.
دولت هم ازدواج مدنی و هم مذهبی را به رسمیت می‌شناسد.
دولت ازدواج مدنی را به رسمیت می‌شناسد؛ اطلاعات بیشتری در دسترس نیست.
دولت تنها ازدواج مذهبی را به رسمیت می‌شناسد.
ازدواج مدنی تنها برای خارجی‌ها
ازدواج مدنی تنها برای نامسلمانان

به پیوندی که توسط یک مسئول دولتی دولتی اجرا و ثبت می‌شود ازدواج مدنی یا پیوند مدنی گویند. چنین ازدواجی ممکن است توسط یک مقام مذهبی اجرا و توسط دولت رسمی شود، یا کلّاً دین‌جدا باشد.
ازدواج مدنی در خاورمیانه نارایج است و عمدتاً بوسیلهٔ یک مقام مذهبی اجرا می‌شود. در بعضی کشورهای مسلمان ازدواج قانونی اساساً غیرمجاز است. برخی از آن‌ها ازدواج‌های قانونی که در خارج از کشور انجام شده‌اند را به رسمیت می‌شناسند و در برخی مانند تونس و الجزایر ممکن است تحت شرایط خاص مجاز باشد.

## سرچشمه
1. ↑  «امارات نخستین مجوز ازدواج قانونی را برای زوج‌های غیر مسلمان صادر کرد». یورونیوز. ۲۰۲۱-۱۲-۲۷.